# Menotti Avanzolini
Menotti Avanzolini (* 16. Januar 1923 in Florenz; † 19. März 2007) war ein italienischer Fußballspieler, er spielte auf der Position eines Mittelfeldspielers.
Menotti Avanzolini wechselte zur Saison 1941/42 von Vis Pesaro in seine Heimatstadt zum AC Florenz. Hier spielte er in der Folge sechs Spielzeiten und absolvierte dabei über 100 Partien im Trikot der Viola. Zur Saison 1949/50 wechselte Avanzolini zum Ligakonkurrenten AS Lucchese Libertas.

## Vereine
- Vis Pesaro bis 1940/41
- AC Florenz Serie A 1941/42 16 Spiele – 0 Tore
- AC Florenz Serie A 1942/43 29 Spiele – 0 Tore
- AC Florenz Girone Misto 1945/46 18 Spiele – 0 Tore
- AC Florenz Serie A 1946/47 38 Spiele – 0 Tore
- AC Florenz Serie A 1947/48 23 Spiele – 0 Tore
- AC Florenz Serie A 1948/49 6 Spiele – 0 Tore
- AS Lucchese Libertas Serie A 1949/50 25 Spiele
- AS Lucchese Libertas Serie A 1950/51 17 Spiele
- AS Lucchese Libertas Serie A 1951/52 14 Spiele

## Zusammenfassung
- Serie A 168 Spiele – 0 Tore
- Girone Misto 18 Spiele – 0 Tore

Total: 186 Spiele – 0 Tore